# Selaginella omeiensis
Selaginella omeiensis là một loài dương xỉ trong họ Selaginellaceae. Loài này được Ching mô tả khoa học đầu tiên năm 1981.